# Murat Çetinkaya
Murat Çetinkaya (nacido en 1976) es un economista, que fue gobernador del Banco Central de la República de Turquía entre abril de 2016 y julio de 2019.

## Educación
Nació en Çorlu, Tekirdağ en 1976. Después de terminar la escuela secundaria en Tekirdağ, Murat Çetinkaya fue educado en Relaciones Internacionales en la Universidad Boğaziçi en Estambul.

## Carrera
Çetinkaya comenzó su carrera en la banca en Albaraka Türk, donde se desempeñó en varios puestos en los departamentos de transacciones exteriores, tesorería y de bancos corresponsales. En 2003, se trasladó al banco estatal Halk Bankası. Trabajó en los departamentos de banca internacional y financiación estructurada, y finalmente fue promovido a vicepresidente gerente general del banco. Desde el año 2006, se desempeñó como miembro de la junta directiva del Banco de Inversiones Halk, una filial de la Halk Bankası. En enero de 2008, se unió a Kuwait Türk Banco, donde llegó a ser subdirector gerente general responsable de tesorería, finanzas internacionales y banca de inversión.
Çetinkaya fue nombrado subggobernador del Banco Central de Turquía el 29 de junio de 2012. El 19 de abril de 2016, sucedió a Erdem Başçı como gobernador del Banco Central, quien se retiró después de completar cinco años de término oficial.